# GameStick
O Gamestick é um micro console de videogames da oitava geração com o sistema Android. desenvolvido pela PlayJam, do tamanho de um pen drive, projetado para ser conectado diretamente a uma televisão, sem outros cabos ou conectores. Conectando-se a um ou mais controles sem fios utilizando a tecnologia Bluetooth e também à internet por Wi-Fi.
Com a plataforma Android, é possível selecionar os jogos e executá-los via streaming. O Gamestick foi desenvolvido para ser um sistema portátil que deve ser lançado pelo preço popular de 79 dólares. Assim como o seu semelhante Ouya, o projeto foi financiado através do site Kickstarter onde contou com a ajuda de apoiadores. Por ainda não ter conseguido muitos pareceres a respeito da interface do utilizador a partir dos apoiadores, seu lançamento, que era previsto para ocorrer em julho, foi adiado para agosto.